# Київський бронетанковий завод
50°25′17″ пн. ш. 30°41′51″ сх. д. / 50.421425° пн. ш. 30.697410° сх. д.
Київський бронетанковий завод — бронетанковий ремонтний завод № 7, що здійснює капітальний ремонт і модернізацію бронетанкової, інженерної та бойової техніки РАО, агрегатів в тому числі двигунів, бронетанкової та інженерної техніки, виготовлення запасних частин для бронетанкової техніки і товарів для народного споживання.

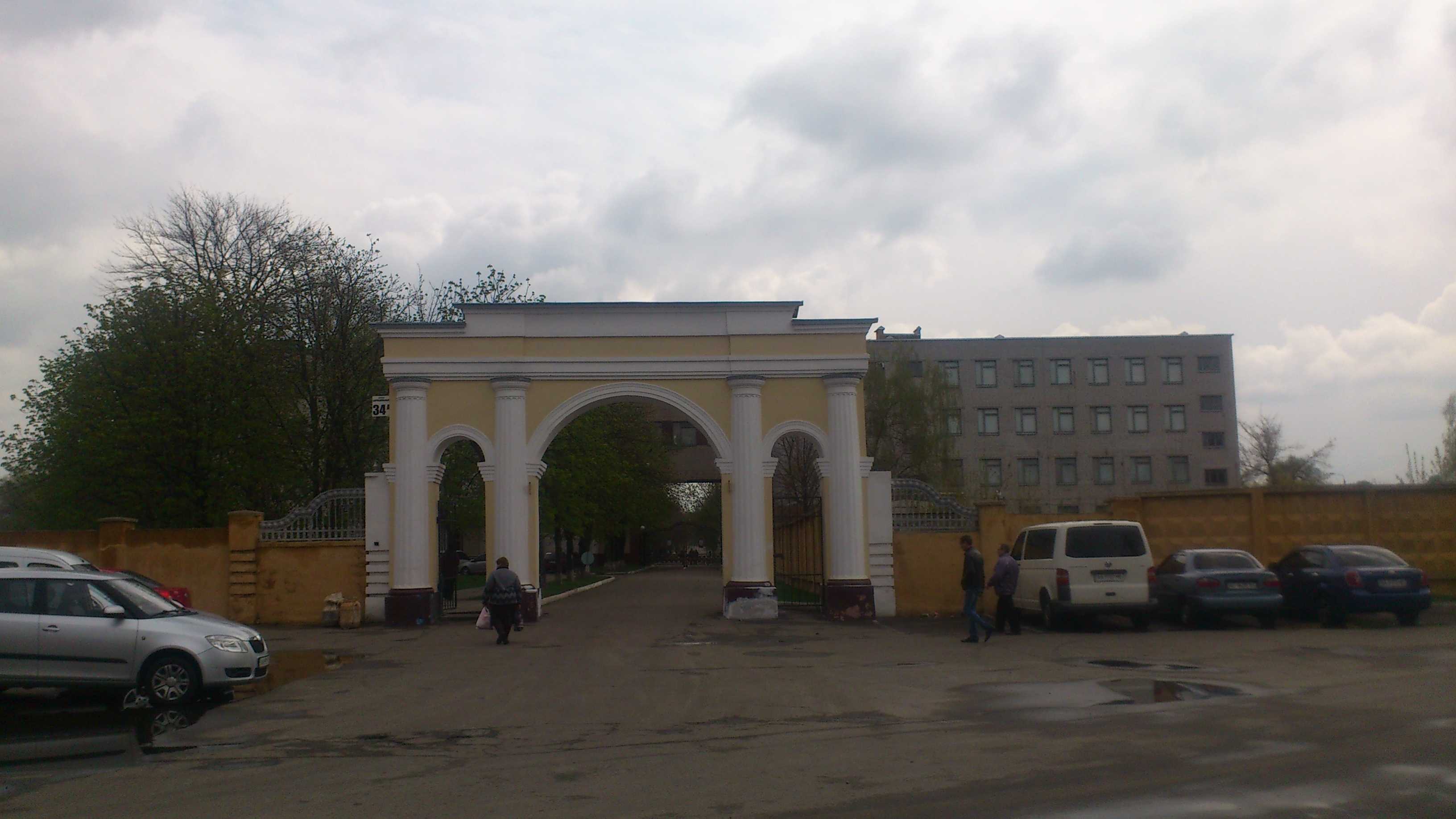
Центральна прохідна заводу

Завод було засновано в 1935 році в м. Київ.
Основним вектором діяльності є випуск БТР-3, ремонт танків Т-72.
Підприємство працює над виконанням військових замовлень Національної гвардії України, Збройних сил України, а також виконує експортні контракти з іншими країнами: М'янма, Таїланд, ОАЕ, Казахстан, Судан, Нігерія, Чад.

## Історія
1935 рік — Заснована автобронетанкова ремонтна база № 7, як перше в країні танкоремонтне підприємство.
1936 рік — Перший капітальний ремонт танка Т-26.
1940 рік — Уперше в країні опановано капітальний ремонт двигуна В-2. Початок опанування ремонту танка Т-34.
1941-44 роки — Завод входив до складу діючих армій фронтів, де здійснював ремонт безпосередньо в частинах.
1944 рік — 7-й Бронетанковий ремонтний завод.
1946 рік — Перебазування заводу у відновлені цехи на нинішню територію.
1948 рік — Військовий ремонтний завод № 7.
1952 рік — Військовий завод № 7.
1963 рік — 7-й Бронетанковий ремонтний завод.
1968 рік — 7-й завод по ремонту бронетанкової техніки.
1970-95 роки — Початок широкомасштабної перебудови організації праці. Освоєння нових зразків танків Т‑62, Т‑72.
1971 рік — 7-й Ордена Трудового Червоного Прапора завод по ремонту бронетанкової техніки. Завод нагороджено «Орденом Трудового Червоного прапору».
1978 рік — 7-й Ордена Трудового Червоного Прапора завод по ремонту бронетанкової техніки імені Головного маршала бронетанкових військ Бабаджаняна А. Х.
1979 рік — 7-й Бронетанковий ремонтний Ордена Трудового Червоного Прапора завод імені Головного маршала бронетанкових військ Бабаджаняна А. Х.
У 1982 році на заводі були введені додаткові потужності з виробництва запасних частин до тракторів.
1992 рік — Державне підприємство «Київський ремонтно-механічний завод».
2003 рік — Казенне підприємство «Київський ремонтно-механічний завод».
2004 рік — Освоєння та випуск бронетранспортерів БТР-3Е, БТР-3У, БТР-ДА, БРЕМ‑2000К.
2006 рік — № 602 державне підприємство «Київський ремонтно-механічний завод».
2007 рік — Система управління підприємства вперше сертифікована відповідно до вимог міжнародного стандарту ISO 9001:2001.
2010 рік — Система управління ресертифікована відповідно до вимог нової версії стандарту ISO 9001:2008.
2012 рік — № 72 державне підприємство «Київський бронетанковий завод» по теперішній час.

### Після 1991
Після проголошення незалежності України, бронетанковий ремонтний завод був переданий у підпорядкування міністерства оборони України і перейменований на Київський бронетанковий ремонтний завод.
Навесні 2001 року на виставці озброєнь IDEX-2001 заводом був представлений демонстраційний зразок модернізованого бронетранспортера БТР-80 — БТР-3 з бойовим модулем КБА-105 «Шквал».
У квітні 2003 року завод отримав право продажу на внутрішньому ринку країни надлишкового військового майна збройних сил України, призначеного для утилізації.
26 липня 2006 Кабінет міністрів України перетворив завод у державне комерційне підприємство.
У 2008 році завод мав можливість:
- здійснювати капітальний ремонт і модернізацію танків Т-55, Т-62, Т-64, Т-72, самохідних шасі для артилерійських систем 2С3 «Акація», 2C4 «Тюльпан» та 2С5 «Гіацинт» та самохідного шасі ЗРК 2К11 «Круг», а також бронетранспортерів БТР-70, БТР-80 і машин на їх базі[1]
- проводити ремонт танкових двигунів всіх типів[1]

Крім того, в 2008 році завод освоював виробництво нового бронетранспортера БТР-3У.
Після створення у грудні 2010 року державного концерна «Укроборонпром», згідно з постановою Кабінету міністрів України № 53 від 19 січня 2011 року завод був включений до складу концерну. В подальшому, «Київський бронетанковий ремонтний завод» був перейменований в «Київський бронетанковий завод».
У червні 2011 року був укладений контракт на поставку до Ефіопії 200 танків Т-72 з наявності збройних сил України, частина танків була модернізована на Київському бронетанковому заводі до рівня Т-72УА1 (з новим двигуном 5ТДФМА-1 та комплектом динамічного захисту «Ніж»)
У вересні 2012 року завод відремонтував і передав київському спецпідрозділу «Беркут» МВС України один бронетранспортер БТР-80.
Також, в 2012 році завод підписав меморандум про співпрацю з бельгійською компанією «CMI Defence»:
- у лютому 2013 року на виставці озброєнь «IDEX-2013» завод представив демонстраційний зразок бронетранспортера БТР-3Е1 з вежею CSE 90LP виробництва «CMI Defence»[10].
- в 2014 році завод представив демонстраційний зразок бронетранспортера БТР-3Е CPWS-30 з бойовим модулем CPWS-30 бельгійської компанії «Cockerill»[11]

Надалі, на базі БТР-3Е1 завод розробив:
- 81-мм самохідний міномет БТР-3М1 (представлений навесні 2012 року)[12]
- протитанковий БТР-3РК, озброєний ПТРК «Бар'єр» (представлений в червні 2013 року)[13]
- 120-мм самохідний міномет БТР-3М2 (представлений в листопаді 2013 року)

В листопаді 2013 року міністерство оборони України виявило порушення законодавства в діяльності керівництва заводу, яке присвоїло 57 одиниць стрілецької зброї та озброїло їм команду позавідомчої охорони заводу.

### Після 22 лютого 2014
Навесні 2014 року завод був залучений до виконання військового замовлення по відновленню і ремонту бронетехніки збройних сил України. Після початку бойових дій на сході України обсяг робіт щодо виконання військового замовлення був збільшений.
- на початку квітня 2014 ДК «Укроборонпром» ухвалив рішення передати Національної гвардії України п'ять випущених заводом БТР-3Е[15]
- 8 квітня 2014 завод почав ремонт і відновлення п'яти БТР-80 (один з яких заплановано модернізувати)[16]
- 25 червня 2014 завод передав Національної гвардії ще п'ять БТР-3Е, оснащених ґратчастими протикумулятивними екранами[17]

7 квітня 2022 року на телеканалі 1+1 вийшов телесюжет про ремонт захопленої російської бронетехніки на заводі — зокрема БМП і танків Т-72. За кадрами сюжету цілком можна вирахувати розташування конкретного цеху. На цей сюжет звернули увагу російські соцмережі. Користувачі оприлюднили назву заводу з координатами й закликали свою владу «оперативно спрямувати туди кілька ракет».
Фактично це і стало найголовнішим фактором, бо більшість оборонних заводів складається з десятків окремих цехів рознесених на безпечну відстань один від одного. І це потребує від ворога завдати удар вже десятком ракет, щоб уразити кожний виробничий майданчик, тобто це вже окрема задача для цілої ракетної бригади.
Уже вночі з 15 на 16 квітня російські загарбники обстріляли Дарницький район Києва, унаслідок чого одна людина загинула, кількох людей госпіталізували. Насправді було обстріляно завод, цех було знищено, загинули працівники підприємства.

### Інциденти
У червні 2014 року співробітники прокуратури почали перевірку діяльності заводу, в результаті якої були виявлені порушення (на підприємстві вкрали деталей на суму понад 2,3 млн гривень, розтратили іншого майна на суму 1,4 млн гривень і не забезпечили збереження трьох танків вартістю понад 600 тис. гривень). 12 серпня 2014 в результаті перевірки діяльності заводу співробітниками прокуратури було встановлено, що керівництво заводу відремонтувало і здійснило передпродажну підготовку семи танків Т-72, що належали міністерству оборони України та знаходились на зберіганні на заводі, з метою продажу на зовнішньому ринку, не поставивши до відома про свої дії міністерство оборони України. Крім того, було встановлено відсутність одного танка Т-72, в результаті розкрадання якого міністерству оборони України було завдано матеріальну шкоду в розмірі 200 тис. гривень. На наступний день, 13 серпня 2014 року, директор заводу був заарештований.
Тим не менш, у липні 2014 року «Укроборонсервіс» виділив заводу ще 5 млн гривень на ремонт двигунів і дизель-генераторів.
29 серпня 2014 заступник голови «Укроборонпрому» Сергій Пинькас повідомив, що «Укроборонпром» має намір перевести підприємства концерну на тризмінний графік роботи, щоб підвищити продуктивність на 40 %.
23 жовтня 2014 «Укроборонпром» оголосив про намір уніфікувати роботу заводів з виробництва бронетехніки.
На початку листопаду 2014 генеральна прокуратура України повідомила, що в результаті перевірки діяльності заводу військовою прокуратурою було встановлено відсутність вузлів і агрегатів до танків та інших гусеничних машин на загальну суму 7 млн гривень. Належали міністерству оборони запасні частини та агрегати були втрачені за невстановлених обставин в період з 2002 по 2014 рік На Київському бронетанковому виявили брак деталей на 7
В жовтні 2017 року сайт «Наші Гроші» поширив результати власних спостережень за ухвалами судів. За версією сайту НАБУ проводило слідство стосовно придбання незагартованої сталі марки ATI500AR на суму ₴ 57,12 млн для виробництва бронетранспортерів БТР-3ДА. При цьому, як зазначає сайт, машини мають були виготовлені і пройшли випробування із загартованої сталі марки HB500MOD. Тому слідство підозрює керівництво підприємства у зловживанні службовим становищем. Дана новина мала широке висвітлення у ЗМІ й завод був вимушений випустити роз'яснення. Так, корпус бронетранспортерів зварюють із незагартованої сталі марки ATI500AR, а потім зварений корпус передають до ТОВ «Лозівський ковальсько-механічний завод» де в спеціальних печах весь корпус проходить процес загартовування в результаті чого сталь стає марки HB500MOD. Таким чином, бронекорпус БТР-3ДА виготовляється зі сталі марки HB500MOD, яка отримується з ATI500AR після загартування.

### Виробництво
В грудні 2016 року на заводі змонтовано новий цех для виготовлення корпусів БТР-3. Для цього підприємство організувало сучасне складально-зварювальне виробництво.
Протягом 2016 року завод виготовив для українських військових понад півсотні нових БТР-3. Також силами заводу протягом 2016 року було відремонтовано близько 140 одиниць бронетехніки та іншого важкого озброєння. Більшість з них — силами ремонтних бригад, які відновлювали військову техніку безпосередньо у польових умовах зони АТО.
В 2016 році відбувалось налагодження виробництва бронеавтомобілів Дозор-Б на потужностях заводу. За словами генерального директора ДК «Укроборонпром» Романа Романова, це робиться для того, що якщо буде необхідність і потужностей основного виробника — Львівського бронетанкового заводу вистачати не буде, то «Дозор-Б» буде виготовлятись на двох підприємствах. В серпні 2016 року був продемонстрований бронеавтомобіль виготовлений на КБТЗ з встановленим бойовим модулем «Вій».
У травні 2017 року завод передав чергову партію БТР-3ДА в рамках виконання оборонного замовлення для Національної гвардії України.
У 2018 році КБТЗ виготовив лише 5 бронетранспортерів БТР-3ДА та провів регламентний ремонт 18 танків Т-72 і 5 бронетранспортерів БТР-3Е1У. Завод працює за триденним робочим графіком.
У січні 2020 року міністерству оборони було передано 25 танків Т-72АМТ, модернізованих на заводі. До кінця лютого мали бути передані іще 6 таких машин.
26 лютого 2020 року військова прокуратура Центрального регіону України подала позов до Господарського суду м. Києва про стягнення штрафних відрахувань через порушення ДП «Київський бронетанковий завод» (КБТЗ) умов виконання контракту з постачання озброєння та усунення недоліків на військовій техніці. Відтак, відповідно до умов контракту, державне підприємство має оплатити на користь Міністерства оборони України штрафні санкції у сумі понад 138 млн грн.

## Фінансові результати
Загалом з цехів заводу у 2017 році вийшло понад 100 одиниць нових, модернізованих та відновлених одиниць бронетехніки та іншого озброєння. Ця та інша діяльність заводу дозволила отримати 503 млн грн чистого доходу від реалізації продукції. Що дозволило сплатити у бюджет всіх рівнів за 2017 рік більше 80 млн грн податків та зборів. Для порівняння, у 2014 році чистий дохід від реалізації продукції склав біля 287 млн грн.